# リバイブジャパン
一般社団法人 REVIVEJAPAN（リバイブジャパン）は、山梨県韮崎市を拠点に災害援助と防災意識の普及活動などを行う一般社団法人。

## 沿革
東日本大震災から支援活動を開始しているが、当時はNPO法人甲斐のめぐみとして活動。東日本大震災が発生した2011年3月11日の翌週3月19日から救援物資搬送、ボランティアバス（ボランティア派遣）を運行。
- 2012年10月1日 - 市民団体「REviveJapan（リバイブジャパン）」を結成し、災害支援及び減災活動とその普及に取り組んでいる団体である。
- 2014年6月16日 - 法人化。

### 活動内容
- 主な活動は、被災地域の災害支援、復興支援。
- 防災意識普及活動。
- 各種団体との連携、コーディネイト事業。
- 農林漁業及び商業、サービス業の活力再生・活性化支援、コンサルティング事業
- 地域活性化、コミュニティデザインのためのマーケティング、プランニング戦略・計画策定事業
- 伝統文化や地域資源の発掘、プロデュース、保護、再生、支援に関する事業。
- 児童の社会性向上及び健全育成を図るための事業。

など